# Pucko
Pucko – osada leśna w Polsce, w województwie zachodniopomorskim, w powiecie goleniowskim, w gminie Goleniów. 

## Charakterystyka
Na mapach, leśnictwo Pucko jest określane nazwą Kliniska Małe (w odróżnieniu od Klinisk Wielkich).
Osadę stanowi pojedynczy budynek, w którym obecnie znajduje się siedziba nadleśnictwa Kliniska oraz leśniczówka Pucko.
W latach 1975–1998 miejscowość położona była w województwie szczecińskim.
W osadzie znajduje się Ośrodek Edukacji Przyrodniczej i Leśnej przy Nadleśnictwie Kliniska.